# Walter Radl
Walter Radl (* 10. Mai 1940 in Aussig; † 6. Juli 2012) war ein deutscher Neutestamentler.

## Leben und Werk
Nach der Promotion im Jahre 1974 und der Habilitation 1980 an der Universität Bochum wurde Walter Radl 1984 Professor für Neutestamentliche Exegese an der Universität Augsburg. Zu seinen Mitarbeitern an der Universität Augsburg zählte Stefan Schreiber. Einer seiner Forschungsschwerpunkte war das Lukasevangelium.
Zwischen 2003 und 2007 hatte er den Vorsitz der Arbeitsgemeinschaft katholischer Neutestamentlerinnen und Neutestamentler inne.

## Privates
Radl war seit 1968 mit Gertrud Fühles verheiratet. Aus der Ehe gingen die drei Kinder Eckart, Albert und Hildegard hervor. Bekanntheit erlangte insbesondere sein Sohn Albert, der als Filmregisseur tätig ist.

## Veröffentlichungen (Auswahl)
- Paulus und Jesus im lukanischen Doppelwerk (1975)
- Ankunft des Herrn. Zur Bedeutung und Funktion der Parusieaussagen bei Paulus (1981)
- Galaterbrief (1985)
- Das Lukas-Evangelium (1988)
- Der Ursprung Jesu (1996)
- Das Evanglium nach Lukas (2003)